# TV4 Gävle Dalarna
TV4 GävleDalarna var en station för att ge de senaste nyheterna för Gästrikland och Dalarna via TV4:s nät.
Stationen sände för första gången den 14 januari 2002.
2005 slogs TV4 GävleDalarna ihop med TV4 Uppland, och redaktionen i Gävle blev en satellitredaktion till den i Uppsala.
TV4-gruppen sänder två nyhetseditioner motsvarande den tidigare TV4 Gävle Dalarna, TV4 Gävle och TV4 Dalarna.